# Immunopathologie
L'immunopathologie est une branche de la biologie médicale consistant en l'analyse de liquides biologiques dans le but d'étudier le fonctionnement du système immunitaire et ainsi caractériser l'origine des maladies immunitaires.

## Exemples de maladies touchant le système immunitaire ou ayant pour cause un dysfonctionnement immunitaire
- Maladies auto-immunes
- Allergies
- Leucémies
- Lymphomes
- Déficits immunitaires combinés sévères (DICS)
- SIDA

## Exemples de techniques de laboratoire en immunopathologie
- IgE Totales
- IgE spécifiques
- Population de lymphocytes CD4 et CD8
- Immunofixation
- Immunophénotypage
- Détermination des groupes HLA
- Recherche d'auto-anticorps (par exemple anticorps antinucléaire)

## Médicaments agissant sur le fonctionnement immunitaire
- Immunosuppresseurs
- Immunomodulateurs
  - Interféron
  - Facteur de croissance hématopoïétique